# Casa Senyorial de Lizums
La Casa Senyorial de Lizums (en letó: Lizuma muižas pils) és una mansió a la regió històrica de Vidzeme, al municipi de Gulbene del nord de Letònia. És una casa senyorial de dues plantes construïda al voltant de 1850 en estil neogòtic, allotja l'escola secundària Lizums des de 1937.